# هفت‌سین (مجموعه تلویزیونی)
هفت‌سین یک مجموعه تلویزیونی ایرانی به کارگردانی یدالله صمدی، تهیه‌کنندگی مجید سرسنگی و محصول سال ۱۳۹۱ است. این سریال ۱۴ قسمتی برای اولین بار در فروردین ۱۳۹۲ از شبکه پنج صدا و سیمای ایران پخش شد. سریال «هفت سین» در نوروز ۱۳۹۷ از شبکه آی فیلم باز پخش شد.

## بازیگران سریال
سیروس گرجستانی
فردوس کاویانی
ستاره اسکندری
جواد عزتی
مهران رجبی
محسن افشانی
سمیرا حسن‌پور
کیانوش گرامی
روح‌الله مفیدی
شهره سلطانی
فخرالدین صدیق‌شریف
سیما خضرآبادی

## عوامل تولید
از دیگر عواملی که در تولید این سریال همکاری داشته‌اند، عبارتند از:
- نویسندگان: سعید فرهادی، احسان بیگلری، محمود غفاری
- مدیر تصویربرداری: حسن پویا
- مدیر تولید: مرتضی متولی
- تدوین: حمید قربانی
- آهنگساز: علیرضا کهن دیری
- خواننده: علی اصحابی
- طراح چهره پردازی: سعید ملکان
- طراح صحنه: بابک کریم طاری
- طراح لباس: آزاده قوام
- دستیار کارگردان و مدیر برنامه‌ریزی: سعید کریمی
- صدابردار: کامران کیان ارثی
- برنامه‌ریز: علیرضا نسایی
- منشی صحنه: مریم اولیایی
- دستیار تولید: حمید پرهیز
- مدیر تدارکات: اسماعیل کلبی آبادی
- روابط عمومی: احسان ذلی‌پور